# Камениста лофелия
Каменистите лофелии (Lophelia pertusa) са вид корали от семейство Caryophylliidae.
Таксонът е описан за пръв път от Карл Линей през 1758 година.